# 第2高射特科団
第2高射特科団（だいにこうしゃとっかだん、JGSDF 2nd Antiaircraft Artillery Brigade）は、陸上自衛隊飯塚駐屯地に団本部が駐屯する西部方面隊隷下の高射特科部隊である。

## 概要
九州・南西諸島（沖縄本島を除く）の中距離防空を主任務とする陸上自衛隊最大の高射特科部隊の1つで、03式中距離地対空誘導弾を主に装備する2個高射特科群と1個高射特科隊およびその他の直轄部隊からなる。
第2高射特科団長は陸将補（二）をもって充てられ、飯塚駐屯地司令を兼補し、福岡県筑豊地方の指定部隊の長として、筑豊地方および宗像地方の8市9町1村を警備する飯塚駐屯地駐屯部隊の災害派遣等の指揮を執る。
なお、国内では長距離射撃場がないため実射訓練ができないことから、毎年アメリカ合衆国のニューメキシコ州マックグレゴア射撃場などで実弾射撃訓練を行っている。

## 沿革
第2高射団
- 1973年（昭和48年）
  - 8月1日：第2高射団の新編

  1. 第2高射団本部および本部付隊が飯塚駐屯地において編成完結。
  2. 第3高射特科群（飯塚駐屯地）を編合[1]。
  3. 第304無線誘導機隊を北熊本駐屯地に新編。

  - 9月10日：第304無線誘導機隊（北熊本駐屯地）を編合[1]。
- 1974年（昭和49年）8月1日：第7高射特科群が竹松駐屯地に新編。第2高射団隷下に編合。

第2高射特科団
- 1976年（昭和51年）8月20日：第2高射団が第2高射特科団に称号変更。
- 1978年（昭和53年）11月8日：第304無線誘導機隊が北熊本駐屯地から飯塚駐屯地へ移駐[1]。
- 2003年（平成15年）3月27日：後方支援体制変換に伴い、整備部門を西部方面後方支援隊第102高射直接支援大隊へ移管。
- 2013年（平成25年）3月21日：全国に先駆け対空戦闘指揮統制装置を導入[2]。
- 2015年（平成27年）3月26日：高射特科団を編成する高射特科群では初めて03式中距離地対空誘導弾が第3高射特科群に配備される。
- 2016年（平成28年）4月16日～5月9日：熊本地震 (2016年)発生により、災害派遣で出動する[2]。
- 2018年（平成30年）3月27日：部隊改編。

1. 第7高射特科群に03式中距離地対空誘導弾を配備。
2. 第2高射特科団本部付隊レーダ班に対空レーダ装置 JTPS-P25を導入。

- 2019年（平成31年）3月26日：第3高射特科群第344高射中隊（飯塚駐屯地）、第303高射搬送通信中隊の２コ端局班・１コ中継班が奄美駐屯地に移駐[3]。
- 2020年（令和02年）3月26日：第7高射特科群本部・本部管理中隊、第346高射中隊および第307高射搬送通信中隊の一部が竹松駐屯地から宮古島駐屯地へ移駐[4]。
- 2022年（令和04年）3月17日：部隊改編。

1. 第7高射特科群第327高射中隊（竹松駐屯地）を基幹として第102高射特科隊を竹松駐屯地に新編、団直轄とする[5][6]。
2. 第7高射特科群でのホーク運用終了[7]。

- 2023年（令和05年）3月16日：部隊改編。

1. 第3高射特科群第313高射中隊を第349高射中隊（03式中距離地対空誘導弾装備）に改編。
2. 第7高射特科群第348高射中隊、第307高射搬送通信中隊の残部隊が竹松駐屯地から石垣駐屯地に移駐[8]。

- 2024年（令和06年）
  - 3月21日：部隊改編。第3高射特科群第314高射中隊を第350高射中隊（03式中距離地対空誘導弾装備）に改編。
  - 7月：第2高射特科団でのホーク運用終了。

## 警備隊区
筑豊地方および宗像地方の8市9町1村

## 編成・駐屯地
編成
- 第2高射特科団本部
- 第2高射特科団本部付隊「2高団-本」
- 第304無線誘導機隊「304無機」
- 第3高射特科群
  - 第3高射特科群本部
  - 本部管理中隊
  - 第344高射中隊
  - 第345高射中隊
  - 第349高射中隊
  - 第350高射中隊
  - 第303高射搬送通信中隊
- 第7高射特科群
  - 第7高射特科群本部
  - 本部管理中隊
  - 第346高射中隊
  - 第348高射中隊
  - 第307高射搬送通信中隊
- 第102高射特科隊

駐屯地
- 飯塚駐屯地（福岡県飯塚市）
  - 第2高射特科団本部および同付隊
  - 第3高射特科群
  - 第304無線誘導機隊
- 竹松駐屯地（長崎県大村市）
  - 第102高射特科隊
- 奄美駐屯地（鹿児島県奄美市）
  - 第3高射特科群第344高射中隊
- 宮古島駐屯地（沖縄県宮古島市）
  - 第7高射特科群
- 石垣駐屯地（沖縄県石垣市）
  - 第7高射特科群第348高射中隊

## 整備支援部隊
- 西部方面後方支援隊第102高射直接支援大隊（飯塚駐屯地）：2003年（平成15年）3月27日から
  - 整備隊「102髙直支-整」（飯塚駐屯地）：第2高射特科団を全般支援
  - 第1直接支援中隊「102髙直支-1」（飯塚駐屯地）：第3高射特科群を支援
    - 整備小隊
    - 第1直接支援小隊（奄美駐屯地）：第344高射中隊を支援
    - 第2直接支援小隊：第345高射中隊を支援
    - 第3直接支援小隊：第349高射中隊を支援
    - 第4直接支援小隊：第350高射中隊を支援

  - 第2直接支援中隊「102髙直支-2」（宮古島駐屯地）：第7高射特科群を支援
    - 整備小隊
    - 第1直接支援小隊：第346高射中隊を支援
    - 第2直接支援小隊（石垣駐屯地）：第348高射中隊を支援

  - 直接支援隊（竹松駐屯地）：第102高射特科隊を支援

## 主要幹部
| 官職名                            | 階級          | 氏名     | 補職発令日     | 前職                                   |
| --------------------------------- | ------------- | -------- | -------------- | -------------------------------------- |
| 第2高射特科団長 兼 飯塚駐屯地司令 | 陸将補（二）  | 田中裕宣 | 2024年08月02日 | 西部方面総監部幕僚副長                 |
| 副団長                            | 1等陸佐（二） | 力久健   | 2025年03月17日 | 自衛隊長野地方協力本部長               |
| 高級幕僚                          | 1等陸佐（三） | 赤藤司   | 2024年08月01日 | 陸上自衛隊関東補給処装備計画部計画課長 |

| 代 | 氏名     | 在職期間                                                   | 出身校・期 | 前職                         | 後職                              |
| -- | -------- | ---------------------------------------------------------- | ---------- | ---------------------------- | --------------------------------- |
| 01 | 子野日穣 | 1973年08月01日 - 1975年07月15日 ※1974年07月01日 陸将補昇任 | 陸士55期   | 西部方面総監部付 （1等陸佐） | 陸上幕僚監部付 →1976年1月1日 退職 |
| 02 | 中野秀樹 | 1975年07月16日 - 1976年08月19日                            | 陸士56期   | 陸上幕僚監部厚生課長         | 第2高射特科団長 兼 飯塚駐屯地司令 |

| 代 | 氏名       | 在職期間                                                   | 出身校・期          | 前職                                                   | 後職                                             |
| -- | ---------- | ---------------------------------------------------------- | ------------------- | ------------------------------------------------------ | ------------------------------------------------ |
| 01 | 中野秀樹   | 1976年08月20日 - 1978年01月10日 ※1977年10月20日 陸将昇任   | 陸士56期            | 第2高射団長 兼 飯塚駐屯地司令                          | 退職                                             |
| 02 | 原村數眞   | 1978年01月10日 - 1979年07月31日                            | 陸士58期            | 第2高射特科団副団長                                    | 西部方面総監部付 →1980年1月1日 退職              |
| 03 | 上田照夫   | 1979年08月01日 - 1980年03月16日 ※1980年01月01日 陸将補昇任 | 海兵74期            | 第2高射特科団副団長 （1等陸佐）                        | 第4師団司令部付 →1980年7月1日 退職               |
| 04 | 山田精一   | 1980年03月17日 - 1982年06月30日                            | 海兵75期            | 第2高射特科団副団長                                    | 陸上自衛隊高射学校長 兼 下志津駐屯地司令         |
| 05 | 谷田部満   | 1982年07月01日 - 1984年06月30日                            | 東洋大学 昭和28年卒 | 陸上自衛隊高射学校研究部長                             | 陸上自衛隊高射学校副校長 兼 同校企画室長         |
| 06 | 遠山久人   | 1984年07月01日 - 1986年03月16日                            | 防大1期             | 陸上自衛隊高射学校副校長 兼 企画室長                   | 東北方面総監部幕僚長 兼 仙台駐屯地司令           |
| 07 | 岡文夫     | 1986年03月17日 - 1989年03月15日                            | 防大2期             | 防衛大学校訓練部訓練課長                               | 陸上自衛隊高射学校長 兼 下志津駐屯地司令         |
| 08 | 北井上一則 | 1989年03月16日 - 1990年07月08日                            | 防大5期             | 西部方面総監部幕僚副長                                 | 東北方面総監部幕僚長 兼 仙台駐屯地司令           |
| 09 | 正村千秋   | 1990年07月09日 - 1993年03月23日 ※1991年07月01日 陸将補昇任 | 防大5期             | 第3師団司令部幕僚長 （1等陸佐）                        | 陸上自衛隊高射学校長 兼 下志津駐屯地司令         |
| 10 | 備後嘉雄   | 1993年03月24日 - 1995年06月29日                            | 防大10期            | 陸上幕僚監部人事部厚生課長                             | 西部方面総監部幕僚長 兼 健軍駐屯地司令           |
| 11 | 樋口譲次   | 1995年06月30日 - 1997年06月30日 ※1996年07月01日 陸将補昇任 | 防大13期            | 東北方面総監部人事部長 （1等陸佐）                     | 第7師団副師団長 兼 東千歳駐屯地司令              |
| 12 | 佐野晃     | 1997年07月01日 - 2000年03月29日                            | 防大13期            | 陸上幕僚監部調査部調査課長                             | 陸上自衛隊東北補給処長                           |
| 13 | 五藤正美   | 2000年03月30日 - 2002年07月31日 ※2000年04月28日 陸将補昇任 | 防大16期            | 統合幕僚会議事務局第5幕僚室 防衛計画調整官 （1等陸佐） | 陸上自衛隊高射学校長 兼 下志津駐屯地司令         |
| 14 | 加賀谷貞司 | 2002年08月01日 - 2004年08月29日 ※2003年03月27日 陸将補昇任 | 防大16期            | 陸上自衛隊幹部学校教育部長 （1等陸佐）                 | 陸上自衛隊幹部学校副校長                         |
| 15 | 平野治征   | 2004年08月30日 - 2007年03月27日                            | 防大21期            | 情報本部計画部長                                       | 陸上自衛隊高射学校長 兼 下志津駐屯地司令         |
| 16 | 髙橋勝夫   | 2007年03月28日 - 2008年07月31日                            | 防大25期            | 陸上幕僚監部人事部募集・援護課長                       | 東北方面総監部幕僚副長                           |
| 17 | 保松秀次郎 | 2008年08月01日 - 2009年12月06日                            | 防大24期            | 東部方面総監部防衛部長                                 | 陸上自衛隊高射学校長 兼 下志津駐屯地司令         |
| 18 | 掛川壽一   | 2009年12月07日 - 2012年03月29日                            | 防大26期            | 中央即応集団副司令官                                   | 陸上自衛隊高射学校長 兼 下志津駐屯地司令         |
| 19 | 藤田浩和   | 2012年03月30日 - 2014年03月27日 ※2012年12月04日 陸将補昇任 | 防大28期            | 東部方面総監部人事部長 （1等陸佐）                     | 第1師団副師団長 兼 練馬駐屯地司令                |
| 20 | 星指隆     | 2014年03月28日 - 2016年03月22日                            | 防大27期            | 陸上自衛隊高射学校副校長 兼 企画室長                   | 陸上自衛隊関東補給処副処長                       |
| 21 | 佐藤真     | 2016年03月23日 - 2017年07月31日                            | 防大34期            | 陸上幕僚監部教育訓練部 教育訓練課長                    | 防衛監察本部監察官                               |
| 22 | 田渕忠史   | 2017年08月01日 - 2019年03月31日                            | 防大30期            | 中央情報隊副隊長                                       | 第8師団副師団長 兼 北熊本駐屯地司令              |
| 23 | 藤田英俊   | 2019年04月01日 - 2022年03月16日                            | 防大31期            | 自衛隊福岡地方協力本部長 （1等陸佐）                   | 退職                                             |
| 24 | 小山直伸   | 2022年03月17日 - 2023年03月29日                            | 岡山大学 平成8年卒  | 陸上幕僚監部防衛部防衛課長 （1等陸佐）                 | 陸上自衛隊高射学校長 兼 下志津駐屯地司令         |
| 25 | 大橋智     | 2023年03月30日 - 2024年08月01日                            | 防大35期            | 防衛装備庁プロジェクト管理部 プロジェクト管理総括官    | 防衛装備庁長官官房装備官（陸上担当）（陸将昇任） |
| 26 | 田中裕宣   | 2024年08月02日 -                                           | 防大39期            | 西部方面総監部幕僚副長                                 |                                                  |

## 主要装備
- 対空戦闘指揮装置
- 対空戦闘指揮統制システム（ADCCS）[10]：第2高射特科団本部付隊
- 対空レーダ装置 JTPS-P25：第2高射特科団本部付隊レーダ班